# قیزقلعه‌داغی
قیز قلعه داغی مربوط به دوره اشکانیان - دوره ساسانیان است و در شهرستان میانه، بخش مرکزی، دهستان اوچ تپه شرقی، ۵۰۰ متری جنوب روستای آقورن واقع شده و این اثر در تاریخ ۲۸ اسفند ۱۳۸۵ با شمارهٔ ثبت ۱۸۸۹۱ به‌عنوان یکی از آثار ملی ایران به ثبت رسیده است.